# هوليداي إن إكسبريس
هوليداي إن اكسبرس هي سلسلة فنادق متوسطة السعر داخل أسرة مجموعة فنادق إنتركونتيننتال من العلامات التجارية. كما فندق «إكسبريس»، تركيزهم على تقديم خدمات محدودة وسعر معقول. تميل وسائل الراحة القياسية نحو الملائمة والعملية التي تلبي احتياجات المسافرين من رجال الأعمال والإقامة على المدى القصير. أُطلقت العلامة التجارية لأول مرة في الولايات المتحدة في عام 1991، مع أول موقع أوروبي في اسكتلندا في عام 1996، والآن هناك ما يقارب 2,200 فندق هوليداي إن إكسبريس في جميع أنحاء العالم. في أوروبا، الفنادق كانت معروفة بإكسبرس من هوليداي إن،  ولكن هذا الاختلاف ألغي تدريجياً من خلال هوليداي إن غلوبال براند ريلانش التي تم الإعلان عنها في عام 2007.

## التاريخ
افتتحت أول مواقع هوليداي إن إكسبريس في عام 1991، مع ثلاثة فنادق فتحت في تلك السنة؛ دعت خطط آنذاك لافتتاح 250 موقعاً بحلول عام 1995. كان المقصود من مفهوم هوليداي إن إكسبريس استهداف «الاقتصاد العلوي» شريحة السوق، مقدمةً خدمة محدودة، وسكن منخفض السعر 

## الممتلكات.
[فنادق هوليداي إن إكسبريس مبنية من نماذج معمارية مشتركة، وتميل إلى تتألف من 60-80 غرفة، مع مزيج من الأجنحة والغرف القياسية في ممتلكات أمريكا الشمالية. لأن السلسلة تخضع لنمو هائل، فإن غالبية فنادق هوليداي إن إكسبريس happy
هي جديدة تماماً أو مجددة حديثاً.

## المرافق
تُقدم معظم الفنادق في أمريكا الشمالية مركزاً للياقة البدنية مع معدات مختلفة مثل جهاز المشي، ومسبح داخلي وحوض استحمام ساخن.
تُقدم معظم فنادق هوليداي إن إكسبريس مركزاً لرجال الأعمال مع معدات مثل أجهزة الكمبيوتر والطابعات وأجهزة الفاكس. تُقدم الفنادق في الولايات المتحدة بالإضافة إلى ذلك مكالمات مجانية محلية وإنترنت لاسلكي داخل الغرفة مجاني.

## الطعام والمشروبات
إكسبريس ستارت بريكفاست بار في هوليداي إن إكسبريس، كالامازو، ميشيغان
المطاعم والصالات في الموقع غير موجودة في معظم ممتلكات الولايات المتحدة، ولكن تقدم العديد من المواقع الدولية خدمة الطعام والمشروبات.
تقدم مواقع هوليداي إن إكسبريس أمريكا الشمالية «إكسبريس ستارت» بار إفطار الشركة. يتكون بوفيه الخدمة الذاتية عموماً من عروض الإفطار الشائعة، بما في ذلك الحبوب، ومنتجات اللحوم الساخنة، ومنتج البيض الساخن والفطائر والبسكويت والمرق، والخبز والكعك والفواكه، واللبن، ولفافة القرفة الحصرية بالعلامة التجارية. تتكون المشروبات من الحليب والعصير، جنباً إلى جنب مع قهوتها الخاصة «سمارت روست». تقدم مواقع أوروبية بوفيه نمط إفطار كونتيننتال.

## التسويق
[ابتداءاً من عام 1998، بدأ هوليداي إن اكسبريس حملة إعلانية بعنوان «كن ذكياً» الإعلانات التي أظهرت أناساً عاديين محققين اعمالاً متفوقة، مثل تجنب وقوع كارثة نووية أو الأداء مثل نجوم موسيقى الروك. عندما سُئل بشأن ما إذا كانوا مهنيين أو لا، أجابوا
«لا، ولكن بقيت بالفعل في هوليداي إن إكسبريس»، عازياً مهاراتهم لبقائهم هناك. تلقى هذه الإعلانات تعقيبات إيجابية، وكانت ناجحة جدا أنهم عبروا إلى الثقافة الشعبية، كونها صور في النكت الكوميدية آخر الليل والرسوم الكاريكاتورية السياسية.
=